# Rydlówka

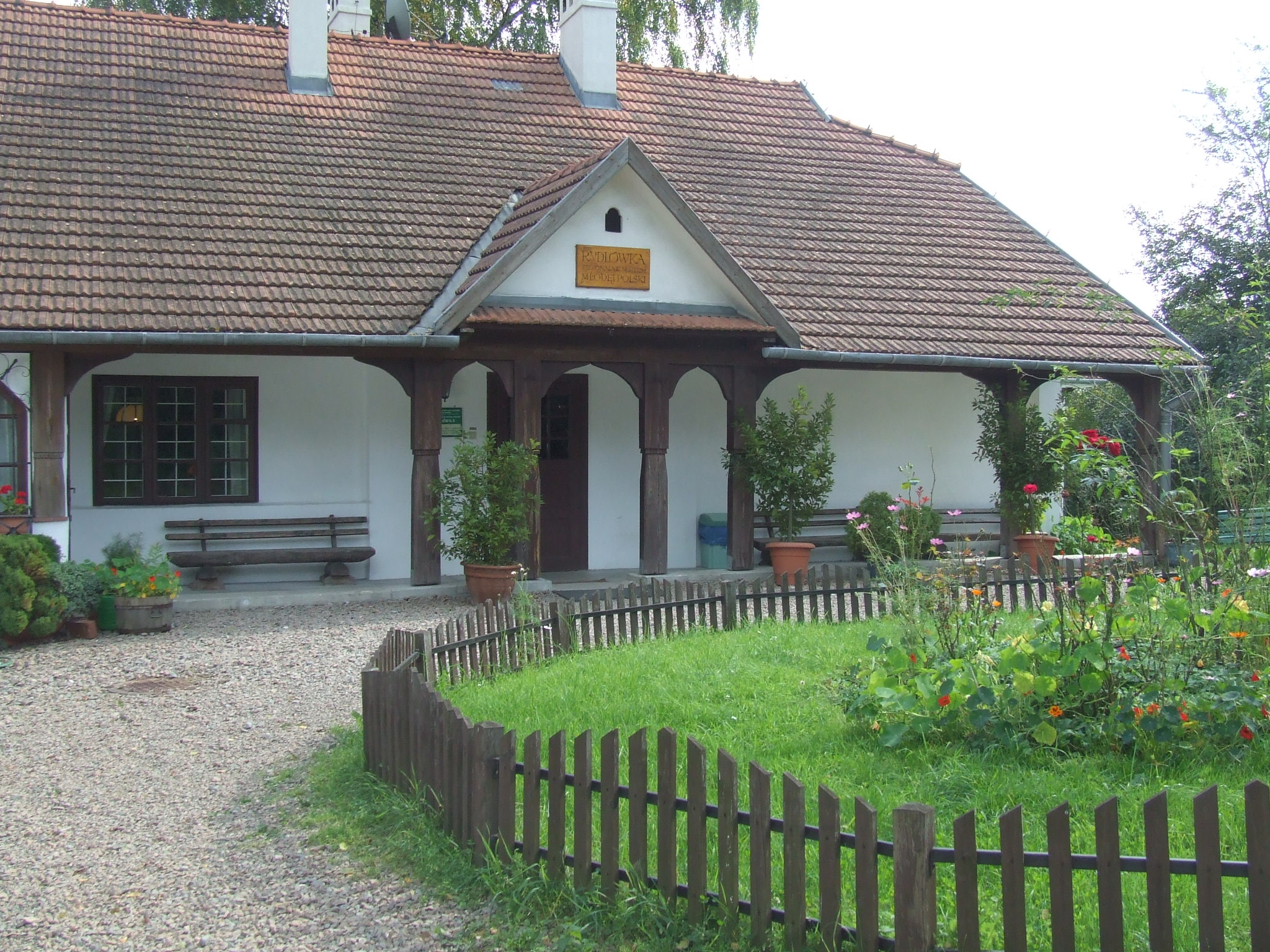
Rydlówka

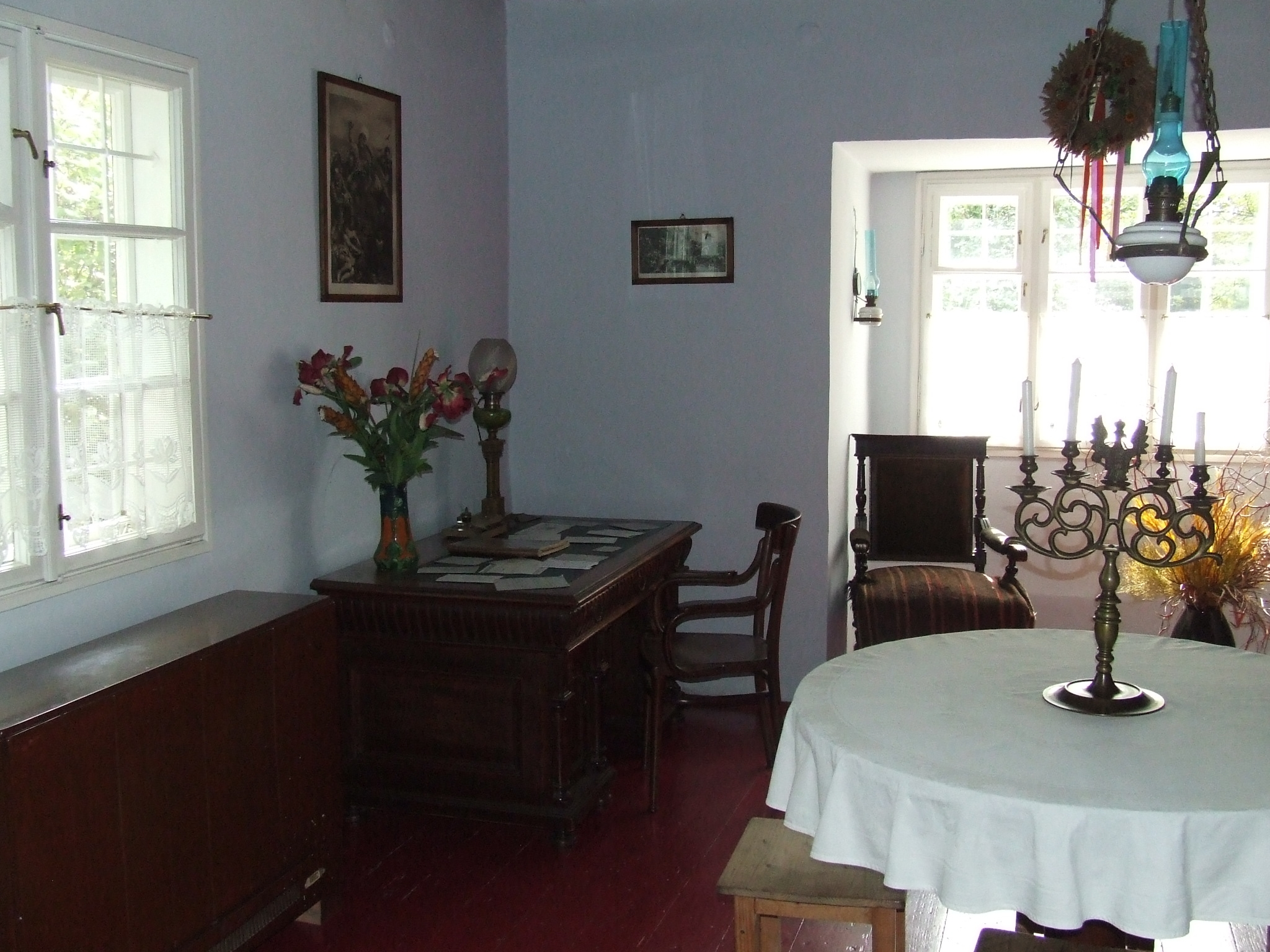
Izba „scena”, przez okno na wprost, według tradycji, wchodził Chochoł

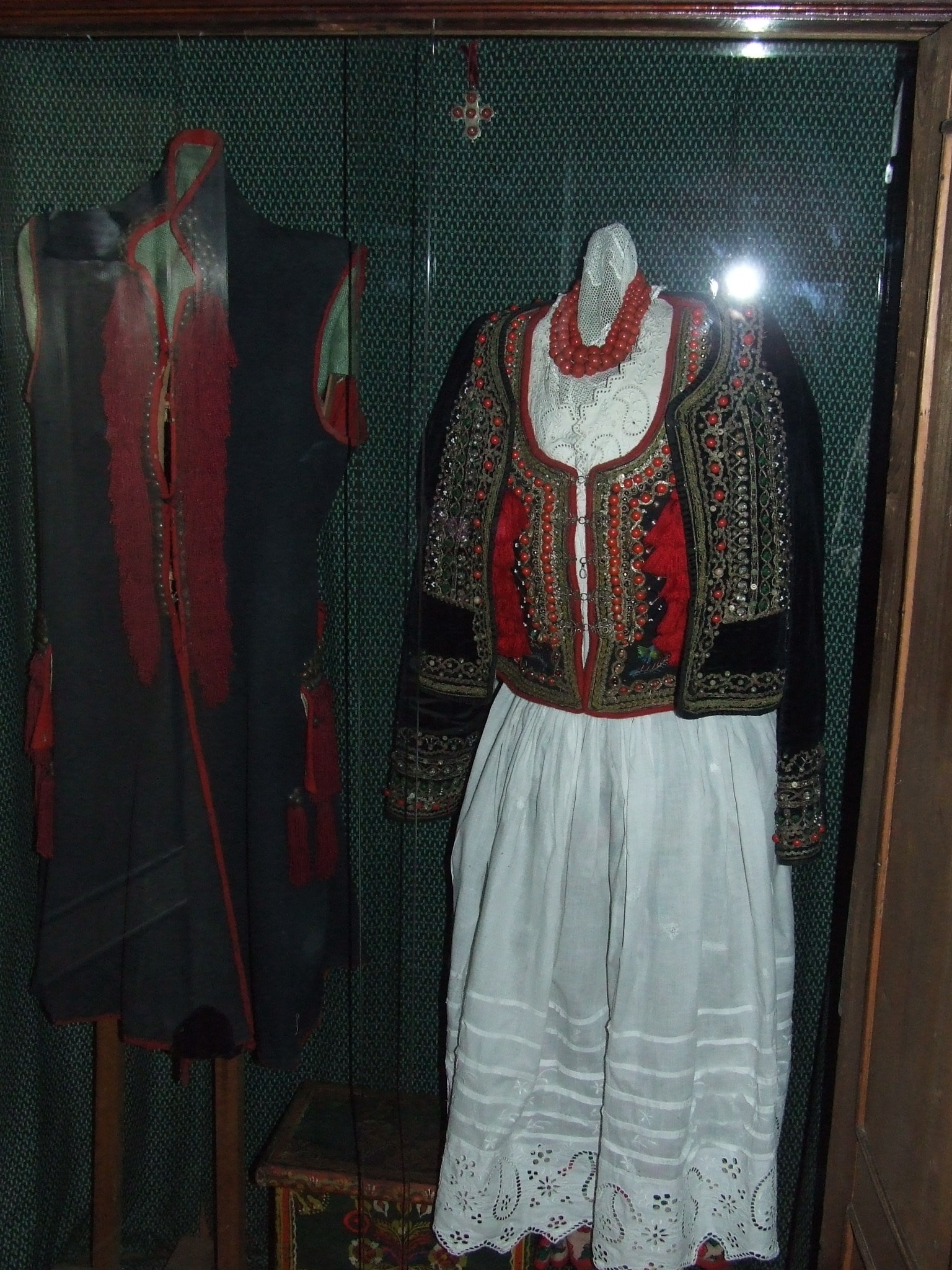
Strój Jadwigi Rydlowej – „panny młodej” z Wesela Wyspiańskiego i kaftan Jana Mikołajczyka („Jaśka” z Wesela) w izbie tanecznej (stan z roku 2008)

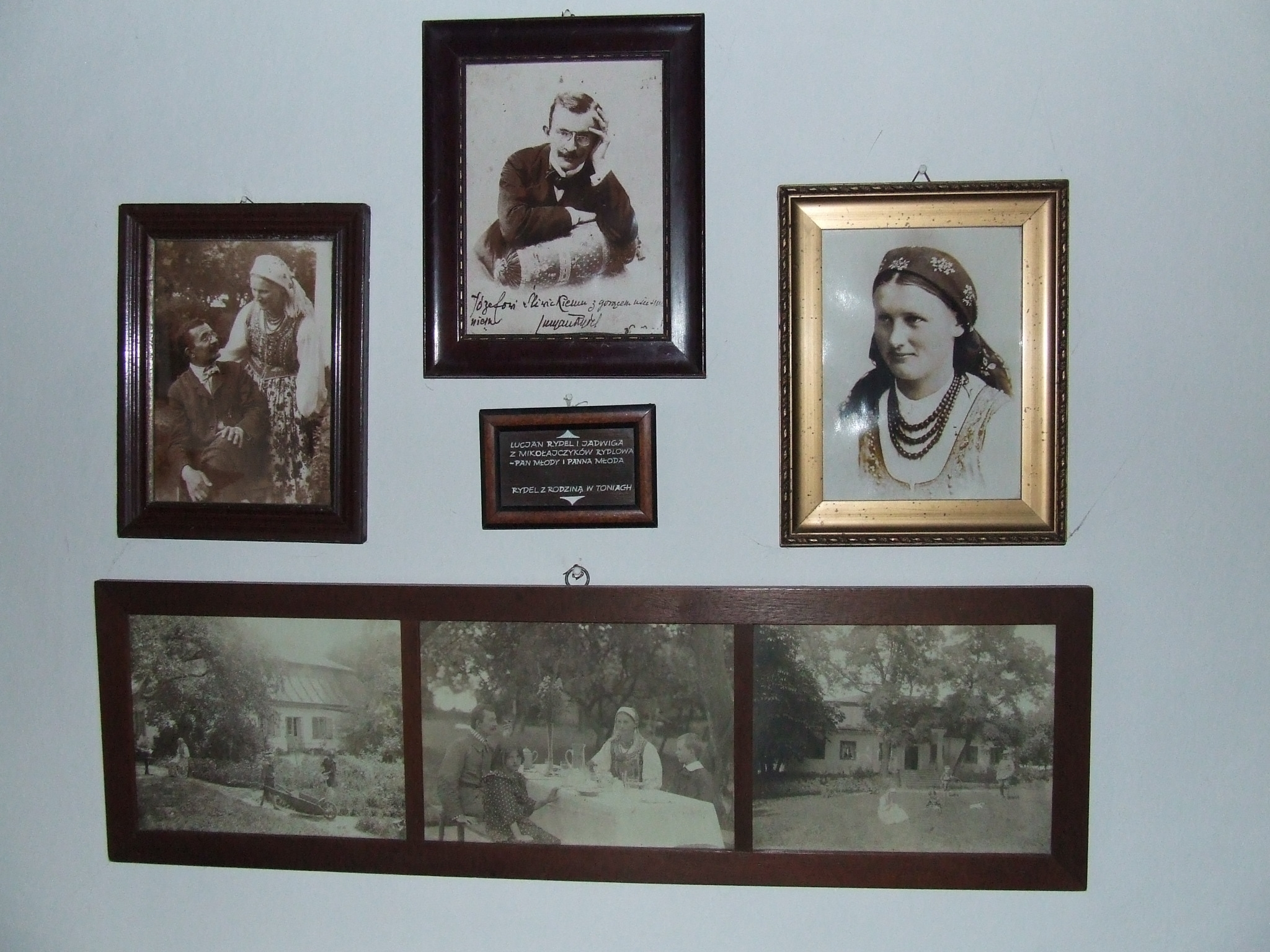
Zdjęcia Jadwigi z Mikołajczyków Rydlowej i Lucjana Rydla (stan z roku 2008)

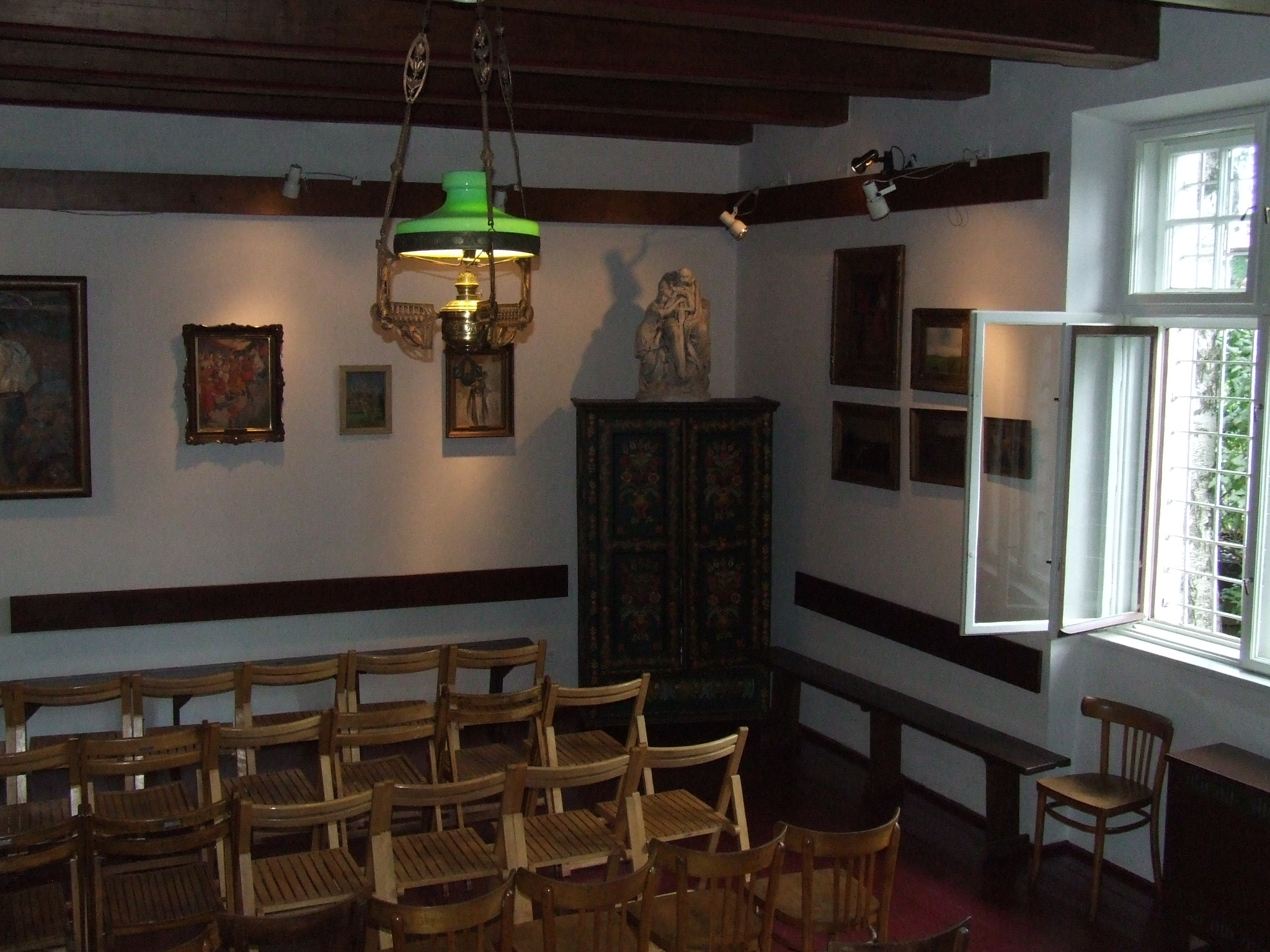
Pokój dobudowany przez Lucjana Rydla po odkupieniu domu od Tetmajera (stan z roku 2008)

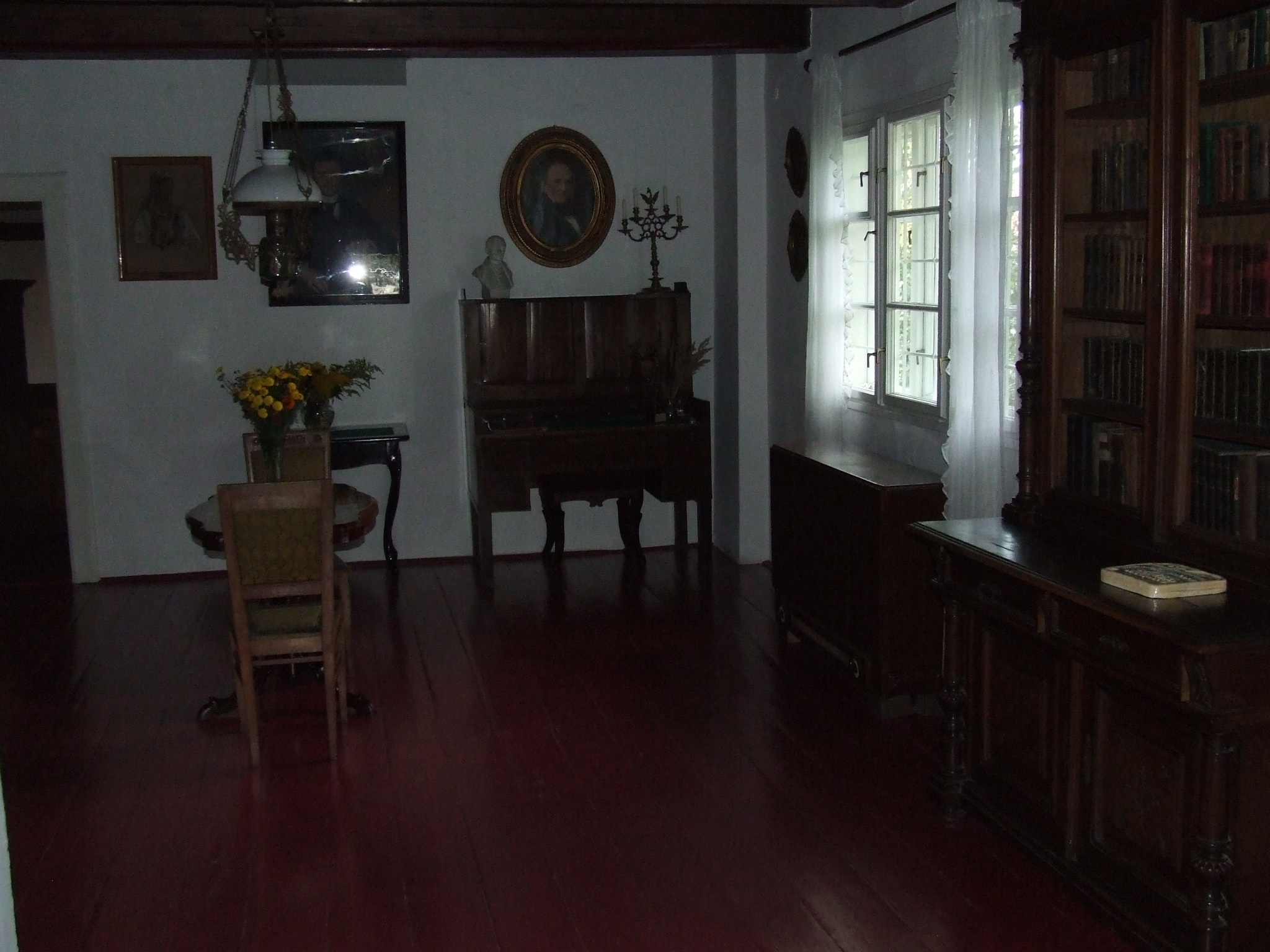
Pokój w którym tańczono w czasie wesela Lucjana Rydla (pod ścianą oryginalny kantorek pisarza) (stan z roku 2008)

Rydlówka – zabytkowy dworek, znajdujący się w Krakowie przy ul. Tetmajera 28 w Bronowicach Małych, w którym 20 listopada 1900 roku odbyło się wesele poety Lucjana Rydla z chłopską córką Jadwigą Mikołajczykówną. Wydarzenie to uwiecznił Stanisław Wyspiański w swoim dramacie Wesele.
W Rydlówce, od 1969 roku, znajduje się muzeum, które do 2014 roku prowadziło Polskie Towarzystwo Turystyczno-Krajoznawcze. Zgodnie z porozumieniem zawartym z właścicielami Rydlówki – rodziną Rydlów, pieczę nad muzeum w 2016 przejęło Muzeum Historyczne Miasta Krakowa. Ponowne otwarcie Rydlówki, już jako oddziału Muzeum, miało miejsce 20 listopada 2018 roku.

## Historia
Dworek, nazwany później Rydlówką, został wybudowany w 1894 roku przez malarza Włodzimierza Tetmajera, który cztery lata wcześniej osiedlił się w podkrakowskich Bronowicach. Jego żoną była Anna Mikołajczykówna, córka bronowickiego chłopa Jacka Mikołajczyka, na którego ziemi został wzniesiony dworek. Pierwotnie dwór miał ganek, był parterowy, drewniany, kryty strzechą.
Częstym gościem Tetmajerów, zwłaszcza latem 1900 roku, był Lucjan Rydel. Powodem było narastające uczucie znanego już wówczas pisarza i poety do 17-letniej Jadwisi, najmłodszej siostry gospodyni. 20 listopada 1900 roku, w kościele Mariackim odbył się ich ślub. Świadkami uroczystości byli wuj panny młodej, Błażej Czepiec i przyjaciel pana młodego, a zarazem całej rodziny Rydlów, Stanisław Wyspiański. Tetmajerowie użyczyli swojego domu na przyjęcie weselne. Dwa lata później Tetmajerowie przenieśli do znajdującego się w pobliżu domu (Tetmajerówki), a stary dworek sprzedali w 1908 Rydlowi. W 1912 nowy właściciel przebudował Rydlówkę według projektu Józefa Pokutyńskiego – z lewej strony dostawiono tak zwaną świetlicę, a strzechę zastąpiono dachówkami.
W grudniu 1968 w dworku wybuchł pożar, który spowodował duże zniszczenia. Z okazji zbliżającej się setnej rocznicy urodzin Stanisława Wyspiańskiego, w 1969 dom wyremontowano. Zaopiekował się nim oddział Polskiego Towarzystwa Turystyczno-Krajoznawczego, niemniej dworek nadal pozostał w rękach rodziny Rydlów. Urządzono tutaj Regionalne Muzeum Młodej Polski „Rydlówka”.
W 2014 pieczę nad Rydlówką przestało sprawować PTTK i muzeum zostało zamknięte. Zapowiadane przejęcie Rydlówki przez Muzeum Historyczne Miasta Krakowa zostało zrealizowane z końcem 2015, na mocy porozumienia zawartego z rodziną Rydlów. Muzeum przeprowadziło modernizację budynku, sama ekspozycja nie uległa jednak większym zmianom i pozostała w poprzednim kształcie, stworzonym przez prof. Stanisława Waltosia. Uroczyste otwarcie miało miejsce 20 listopada 2018.

## Wesele w Rydlówce
Drugiego dnia wesela Rydla z Jadwigą odbywały się tradycyjne poprawiny i oczepiny. Wśród gości był również Stanisław Wyspiański. Nie brał udziału w zabawie, stał oparty o framugę (zwiedzający muzeum mogą sami stanąć dokładnie w tym samym miejscu), patrząc na tańczące pary. Za jego plecami, w pokoju Tetmajera, siedzieli starsi, którzy rozprawiali o polityce. Wyspiański wsłuchiwał się w te rozmowy, patrzył na litografię obrazu Matejki Wernyhora i zastanawiał się, jak by to było, gdyby nagle do izby wszedł ów wróż z tragedii Słowackiego i wezwał do walki o niepodległość (Sen srebrny Salomei wystawiano na deskach Teatru Krakowskiego wiosną 1900 roku). I tak powstała koncepcja dramatu. Pokój Tetmajera uczynił Wyspiański miejscem akcji utworu. Muzyka, wir roztańczonych par, obrzędowość nadały mu charakter modernistyczny.

## Wnętrze
Ekspozycja składa się z 5 pomieszczeń na parterze. Po modernizacji zmieniono pierwotny układ ekspozycji, który do zamknięcia w 2014 roku rozpoczynał się w sieni, prowadził do izby tanecznej, dalej – izby weselnej, alkierza i świetlicy. Obecnie wejście na wystawę znajduje się z boku dworku, gdzie mieści się pomieszczenie z kasą i szatnią.
Zwiedzania zaczyna się od świetlicy, dawnej pracowni i biblioteka Rydla. Stąd przechodzi się do izby tanecznej, dalej do izby weselnej, zrekonstruowanej na podstawie opisu z Wesela, a z niej prowadzą drzwi do alkierza. Stąd przez sień wraca się do izby weselnej i świetlicy.

### Świetlica
Pracownia i biblioteka Lucjana Rydla – świetlica, dobudowana do dawnego domu Tetmajerów obecnie jest miejscem ekspozycji obrazów malarzy Młodej Polski związanych z Bronowicami.

### Izba taneczna
Zgromadzono tu portrety i pamiątki rodzinne Rydlów. Należą do nich: pastelowy portret Rydla z „Primaverą” Botticellego autorstwa Stanisława Wyspiańskiego i portrety Jadwigi Rydlowej. Znajdują się tu portrety rodzinnej Lucjana Rydlana, a także należący do niego kantorek i bogato niegdyś wyposażona biblioteczka.

### Izba scena
Jest wiernym odtworzeniem dekoracji z premiery teatralnej Wesela. Wyspiański pod tekstem sztuki zamieścił dokładny opis, który nawiązywał do autentycznego umeblowania pokoju Tetmajera.

### Alkierz
Tu zgromadzono pamiątki związane z gośćmi weselnymi, którym niejednokrotnie Wyspiański nie zmieniał nazwisk w swym dramacie. Spoglądają z fotografii oprawionych w ramki z epoki, w zabytkowych serwantkach przechowywane są należące do nich przedmioty.

## Tradycja współczesna
Co roku, 20 listopada, w rocznicę wesela i zarazem rocznicę otwarcia Muzeum, odbywa się impreza pod nazwą „Osadzenie chochoła”. Chochoł osadzany jest na klombie przez muzeum, na wprost okna do pokoju Tetmajera.